# Gottlob
Gottlob es una comuna ubicada en el distrito de Timiș, Rumania.

## Superficie
Posee una superficie de 43,75 kilómetros cuadrados.

## Demografía
Hasta 2021 la población era de 1822 habitantes, con una densidad de población de 41,65 habitantes por kilómetro cuadrado.